# Coleman Bridge (Singapur)

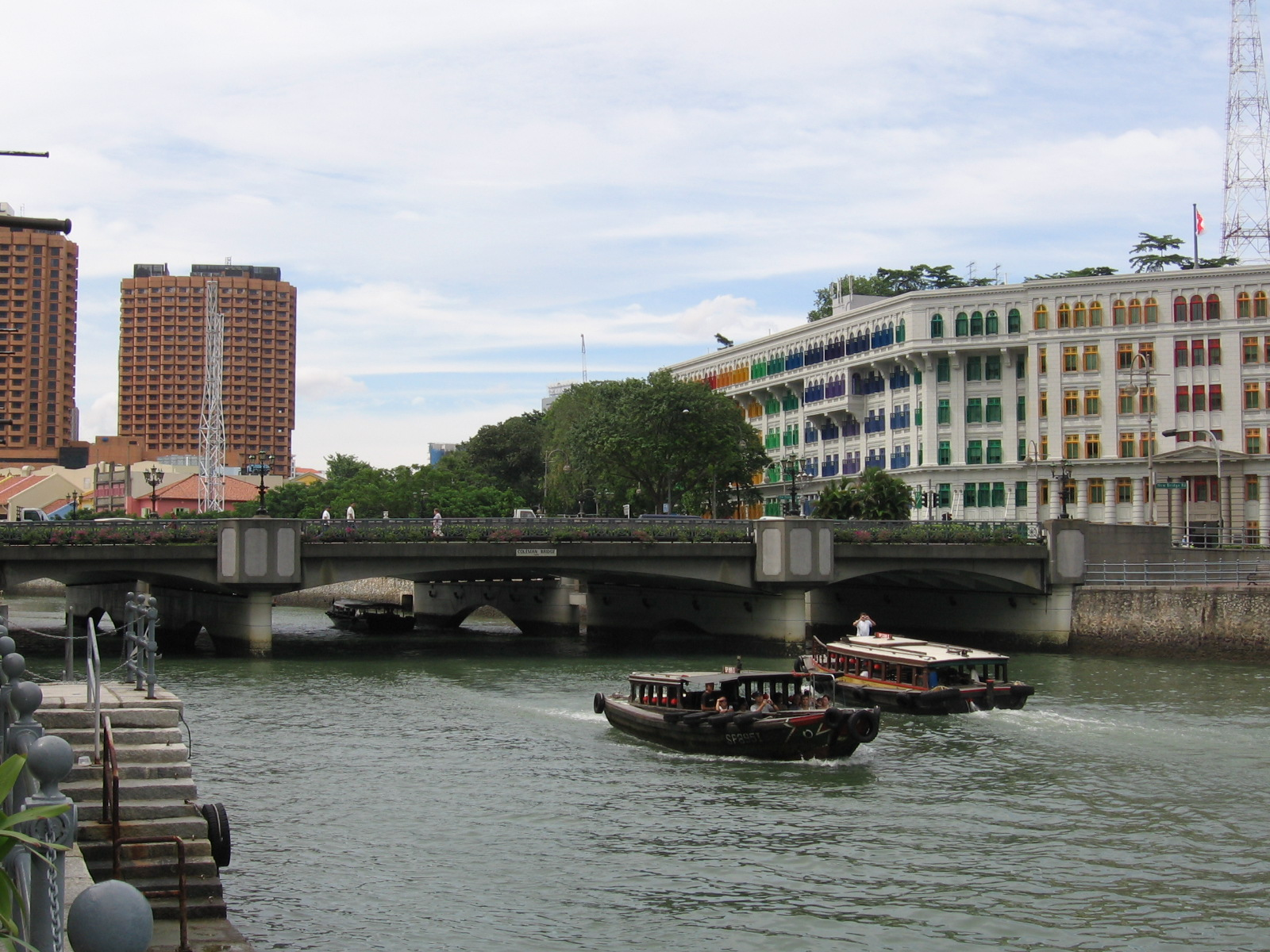
Coleman Bridge

Die Coleman Bridge ist eine zweigeteilte Brücke für Fahrzeuge über den Singapore River in Singapur. Sie überquert den Fluss in der Nähe von Clarke Quay und verbindet Hill Street und New Bridge Road an der Grenze zwischen den Planungsgebieten Singapore River und Downtown Core. Die heutige Coleman Bridge ist die vierte in der Folge, die an der gleichen Stelle steht:
- Die erste Brücke, fertiggestellt 1840, bestand aus Ziegelsteinen und hatte neun Bögen. Die 20 Meter breite Brücke wurde teilweise auch New Bridge genannt – nach der New Bridge Road am südlichen Ende. Sie wurde entworfen vom irischen Architekten George Drumgoole Coleman.
- 1865 wurde die erste Brücke durch eine Holzbrücke ersetzt. Sie wurde zu Ehren von Lord Charles John Canning in Canning Bridge benannt, was später von der Stadtverwaltung rückgängig gemacht wurde.
- Nachdem der Verkehr zugenommen hatte, baute man 1886 eine neue dreispurige Brücke. Sie wurde damals als eine der elegantesten Brücken Singapurs beschrieben.
- 1990 wurde schließlich eine weitere Brücke gebaut. Sie sollte dem zunehmenden Verkehrt gerecht werden und bessere Buslinienführungen ermöglichen. Das Projekt wurde in zwei Phasen durchgeführt: zuerst wurde neben der alten Brücke die Hälfte der neuen Brücke gebaut und in Betrieb genommen, dann wurde die alte abgerissen und eine weitere Fahrbahn hinzu gebaut, wodurch eine Doppelbrücke entstand. die architektonischen Elemente und Dekorationen der Brücke von 1886 (wie Laternen, Gewölbe, Säulen usw.) versuchte man weitgehend zu erhalten.